# Clonia multispina
Clonia multispina är en insektsart som beskrevs av Boris Petrovich Uvarov 1942. Clonia multispina ingår i släktet Clonia och familjen vårtbitare. Inga underarter finns listade i Catalogue of Life.